# Lubrza (województwo opolskie)
Lubrza (niem. Leuber, cz. Lubře) – wieś w Polsce, położona w województwie opolskim, w powiecie prudnickim, w gminie Lubrza, której jest siedzibą. Historycznie leży na Górnym Śląsku, na ziemi prudnickiej. Położona jest na terenie Obniżenia Prudnickiego, będącego częścią Niziny Śląskiej. Przepływa przez nią potok Lubrzanka.
W latach 1954–1972 wieś należała i była siedzibą władz gromady Lubrza. W latach 1975–1998 miejscowość należała administracyjnie do ówczesnego województwa opolskiego.
Według danych na 31 grudnia 2013 r. wieś była zamieszkana przez 965 osób.

## Geografia

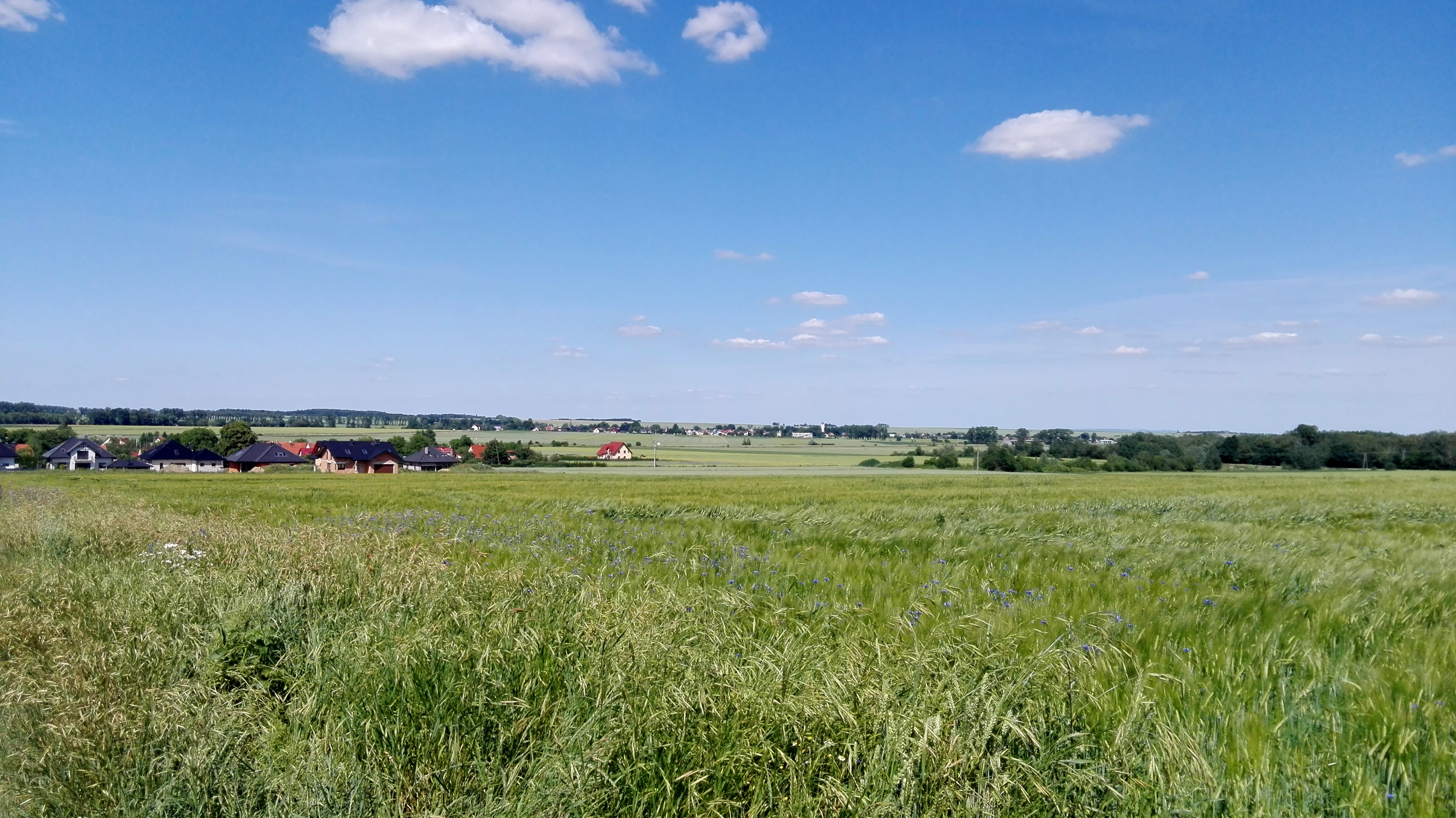
Panorama Lubrzy z Kolonii Karola Miarki w Prudniku

### Położenie
Wieś jest położona w południowo-zachodniej Polsce, w województwie opolskim, około 2,5 km od granicy z Czechami, w zachodniej części Obniżenia Prudnickiego, tuż przy granicy gminy Lubrza z gminą Prudnik. Należy do Euroregionu Pradziad. Przez granice administracyjne wsi przepływa potok Lubrzanka. Leży na wysokości 243–260 m n.p.m..
Według państwowego rejestru nazw geograficznych częścią wsi jest Dytmarów-Stacja.

### Środowisko naturalne
W Lubrzy panuje klimat umiarkowany ciepły. Średnia temperatura roczna wynosi +8,0 °C. Duże zróżnicowanie dotyczy termicznych pór roku. Średnie roczne opady atmosferyczne w rejonie Lubrzy wynoszą 625 mm. Dominują wiatry zachodnie.

### Integralne części wsi
| SIMC       | Nazwa           | Rodzaj    |
| ---------- | --------------- | --------- |
| nie nadano | Dytmarów-Stacja | część wsi |

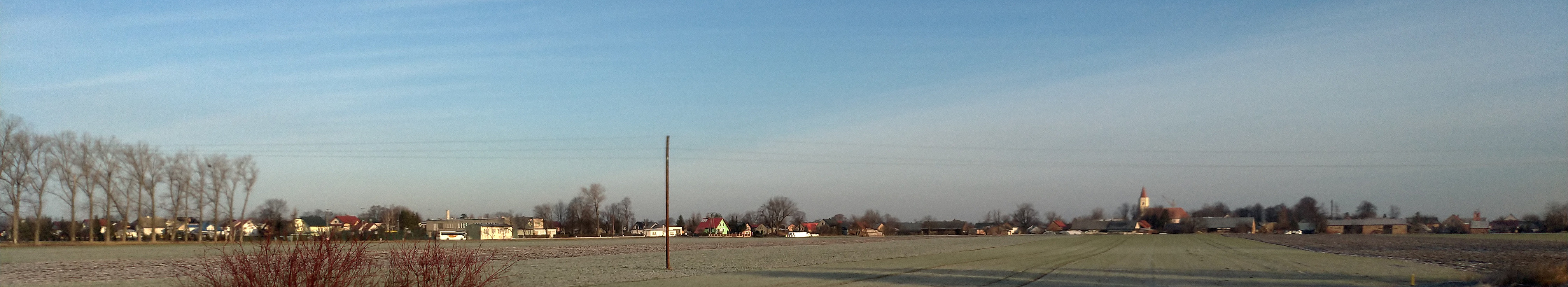
Panorama Lubrzy od strony południowej

## Nazwa

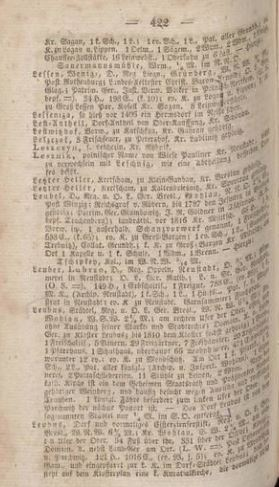
Leuber i Lubrzo w spisie miejscowości Johanna Knie

W alfabetycznym spisie miejscowości na terenie Śląska wydanym w 1830 roku we Wrocławiu przez Johanna Knie wieś występuje pod polską nazwą Lubrzo oraz niemiecką Leuber. Topograficzny opis Górnego Śląska z 1865 roku notuje wieś pod niemiecką nazwą Leuber, a także wymienia historyczne nazwy wynotowane z dokumentów we fragmencie: „1233 Lubra, 1464 Lewber, polnisch Lubrzo”. W wydaniu śląskiego dziennika „Polonia” z 25 lutego 1929 wydawanego przez Wojciecha Korfantego, obok niemieckiej nazwy wsi zapisano używaną przez Polaków nazwę Lubsza.
12 listopada 1946 r. ustalono polską nazwę miejscowości – Lubrza.
W historycznych dokumentach nazwę miejscowości wzmiankowano w różnych językach oraz formach: Lubra (1223), Lubram (1233), Lubrac (1321), zu Leubir (1402), de Lubra (1403), Lewber (1464), Librzi (1482), Lewber (1561), Lubrzy (1583), Leuber (1596), in pago Laibor (1679), Leiber (1743), Leuber (1784), Leuber, Lubrzo (1845), Leuber – Lubrza, -y, lubrzański (1946), Lubrza, -rzy (1981).

## Historia
Ślady pobytu człowieka na terenie obecnej wsi Lubrza, potwierdzone badaniami archeologicznymi, sięgają epoki neolitu. Miejscowa ludność prasłowiańska utrzymywała kontakty handlowe z Rzymem, co dokumentują znalezione tu rzymskie monety. Teren, na którym powstała Lubrza, znajdował się na styku plemienia Golęszyc z Opolanami.

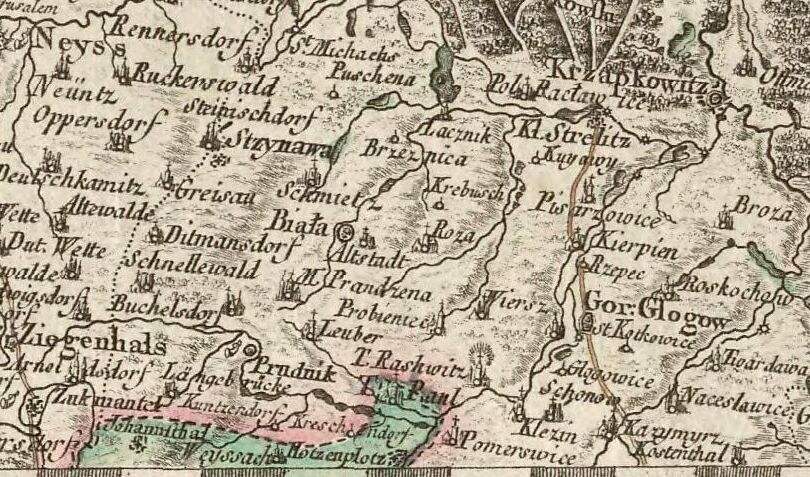
Lubrza (Leuber) wśród miejscowości ziemi prudnickiej na polskojęzycznej mapie z 1772

Wieś wzmiankowana była po raz pierwszy w 1233 roku w testamencie Jana Sybocica z Prężyny, w tym dokumencie Lubrza występuje pod nazwą Lubra. Nazwa miejscowości pochodzi od słowa luby. Pierwotne siedlisko wsi zlokalizowane było pomiędzy dzisiejszym kościołem a drogą do Jasiony. Pierwsza wzmianka o kościele parafialnym pod wezwaniem św. Jakuba Starszego i św. Marcina w Lubrzy pochodzi z 1464.

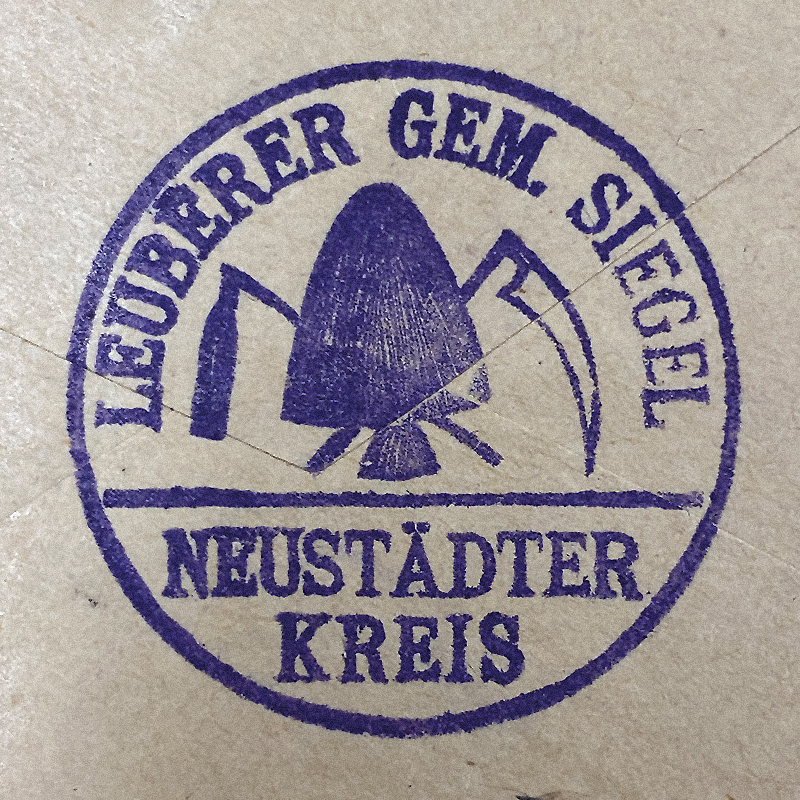
Pieczęć Lubrzy (1915)

Konsekwencją reformy Kościoła, zapoczątkowanej przez Marcina Lutra, była mieszana struktura ludnościowa Lubrzy, w której mieszkali katolicy i protestanci (w latach 1557–1638 miejscowy kościół był w posiadaniu protestantów). W 1562 Rada Miejska Prudnika wzięła Lubrzę w zastaw, a w 1597 nabyła ją na własność. W 1576 wolnym sołtysem w Lubrzy był Grzegorz Seligman.
Do 1742 wieś należała do powiatu sądowego prudnickiego w Monarchii Habsburgów. Po I wojnie śląskiej znalazła się w granicach Królestwa Prus i weszła w skład powiatu prudnickiego w prowincji Śląsk. W marcu 1746 w Lubrzy rozlokowano kompanię pułku kirasjerów Friedricha Leopolda von Gessler. Friedrich Albert Zimmermann w 1784 notował, że w Lubrzy odbywała się uprawa lnu. W latach 1797–1798, staraniem parafian wybudowany został obecny kościół św. Jakuba Starszego. Z poprzedniego, zachowała się tylko wieża.

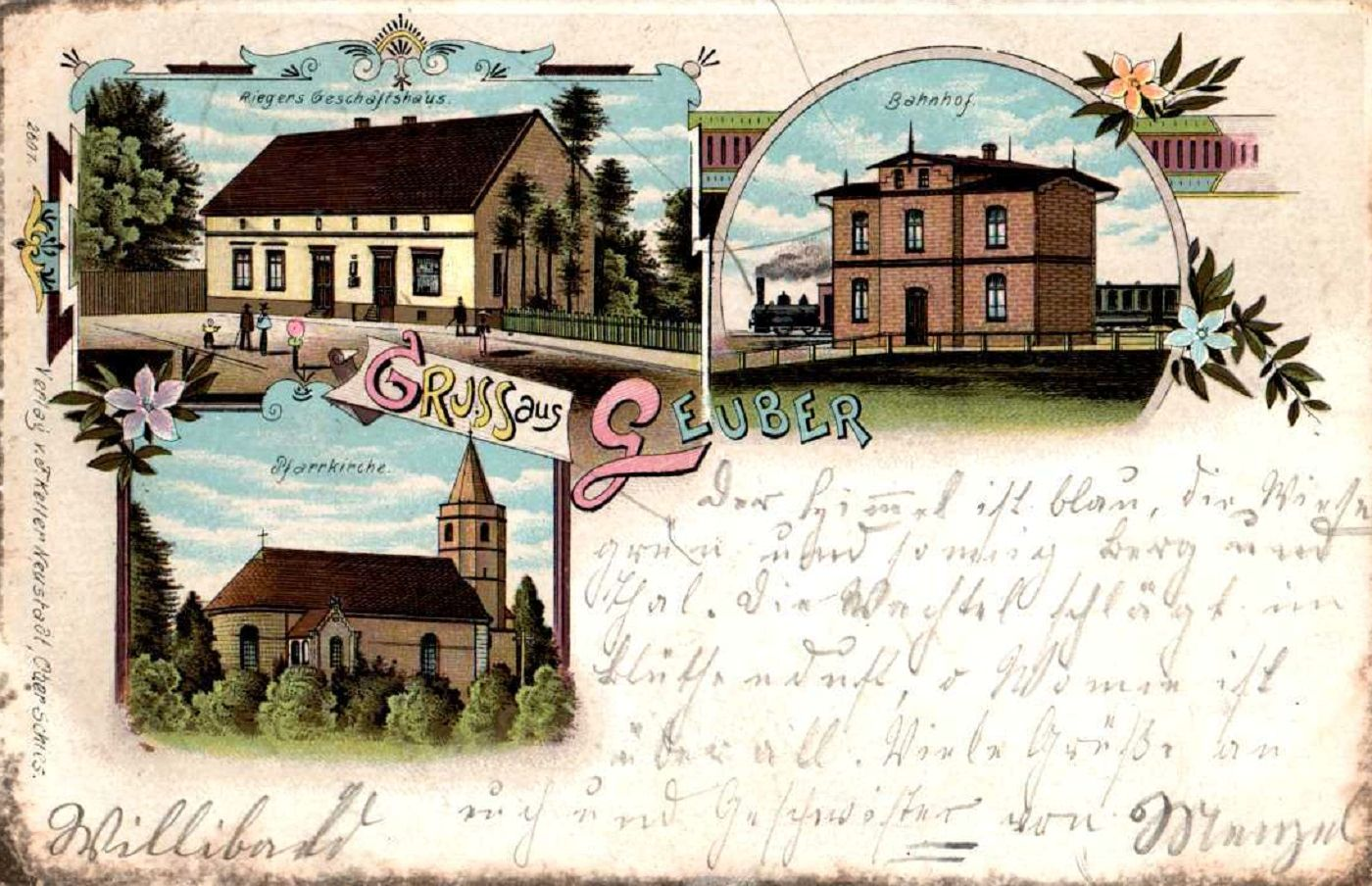
Pocztówka przedstawiająca sklep, dworzec i kościół (1901)

Wieś posiadała swoją własną pieczęć, która przedstawiała w polu ul, za nim skrzyżowane cep i kosa, a w otoku napis: LEUBERER GEM. SIEGEL / NEUSTÄDTER KREIS (pol. Gmina Lubrza / Powiat Prudnicki). W 1869 we wsi mieszkało 1093 katolików i 20 ewangelików. W 1895 zawiązana została spółka Kolej Prudnicko-Gogolińska z siedzibą w Prudniku, której celem stała się budowa drugorzędnej, normalnotorowej linii lokalnej z Prudnika do Gogolina, m.in. przez Lubrzę. Linia została oddana do użytku w 1896. Budynek dworca kolejowego w Lubrzy swoim wyglądem zbliżony był do dworca w Strzeleczkach.

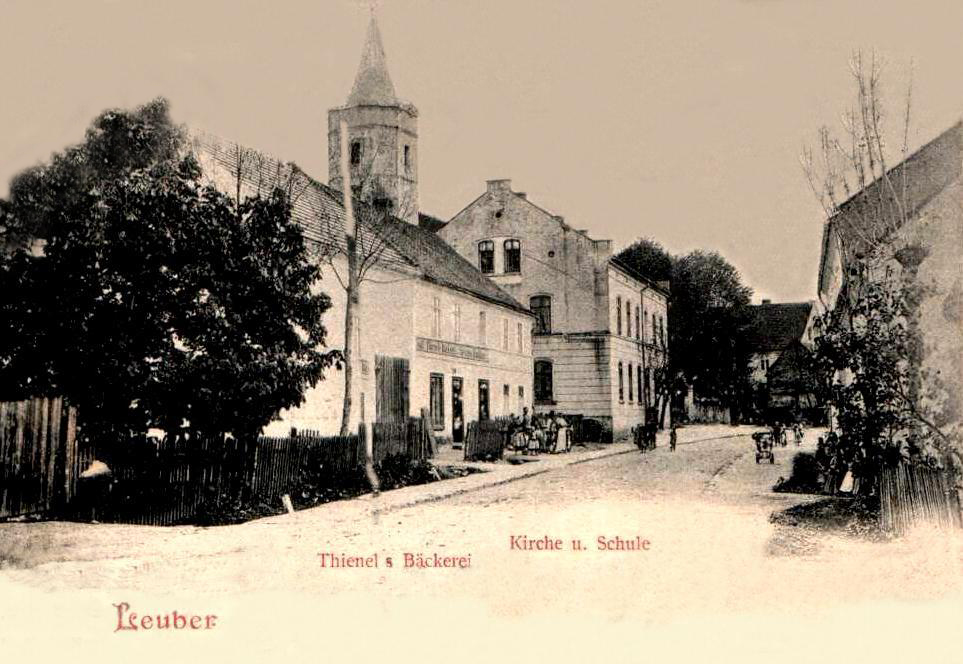
Centrum miejscowości na przełomie wieków XIX i XX

W 1907 w Lubrzy zawiązała się jednostka ochotniczej straży pożarnej. Według spisu ludności z 1 grudnia 1910, na 1300 mieszkańców Lubrzy 1266 posługiwało się językiem niemieckim, a 34 językiem polskim. W 1921 w zasięgu plebiscytu na Górnym Śląsku znalazła się tylko część powiatu prudnickiego. Lubrza znalazła się po stronie zachodniej, poza terenem plebiscytowym.
W styczniu 1945 przez Lubrzę przeszły kolumny więźniów niemieckich obozów koncentracyjnych. W toku tzw. „marszu śmierci” wiele osób zmarło lub zostało zamordowanych przez Niemców. Podczas II wojny światowej Lubrza była bombardowana przez sowieckie lotnictwo. Większość mieszkańców pozostało we wsi, część ewakuowała się w stronę dawnej granicy czechosłowackiej przez Krzyżkowice lub Trzebinę. Armia Czerwona wkroczyła do Lubrzy 18 marca 1945 w ramach operacji górnośląskiej. Sowieci rozpoczęli w Lubrzy falę kradzieży mienia i gwałcenia kobiet. Według niemieckich raportów wojennych, czerwonoarmiści zastrzelili 19 mieszkańców wsi. Rozstrzelano m.in. rodzinę Strieganów (przeżyła ranna Johanna Striegan), ich dwie sąsiadki, a także żonę piekarza o nazwisku Hildebrand, ponieważ bronili niepełnoletnich dziewczyn przed zgwałceniem. Zabitych ludzi chowano w ogrodach, ponieważ Niemcom nie pozwalano opuszczać swoich podwórzy. W późniejszym czasie niektóre ciała zostały przeniesione na przykościelny cmentarz. Na czas walk o Prudnik w kwietniu i maju 1945 Rosjanie tymczasowo ewakuowali do Strzeleczek mieszkańców Prudnika i okolicznych wsi, w tym Lubrzy. Niemcy wrócili do Lubrzy 9 maja 1945.
Od marca do maja 1945 powiat prudnicki znajdował się pod kontrolą radzieckiej komendantury wojskowej. 11 maja 1945 polska administracja przejęła władzę cywilną w powiecie prudnickim. Wówczas w Lubrzy została osiedlona część polskich osadników z góralskich wsi w Małopolsce – z Naprawy, Łętowni, Pcimia, Toporzyska oraz miasta Jordanów koło Suchej Beskidzkiej a także przesiedleńców z Kresów Wschodnich. Górale wybrali swoją Radę Narodową z przewodniczącym Kozłem z Sułkowic i wójtem Józefem Majerkiem z Naprawy. Miejscowy oddział Milicji Obywatelskiej utworzyli mężczyźni z małopolskich oddziałów partyzanckich. 16 lipca 1945 założoną polską jednostkę ochotniczej straży pożarnej. Osadnicy podjęli uchwałę, według której ich nowe miejsce zamieszkania miało otrzymać nazwę Nowa Naprawa.  Nazwy tej w 1945 używano urzędowo. Oficjalna zmiana nazwy na Lubrza miała miejsce 12 listopada 1946. Na pamiątkę tego faktu jedna z ulic we wsi otrzymała nazwę Nowej Naprawy. Współorganizatorem akcji przesiedleńczej był pochodzący z Naprawy literat, Antoni Olcha. Niemieckojęzyczna ludność została wysiedlona na zachód w czerwcu 1946.

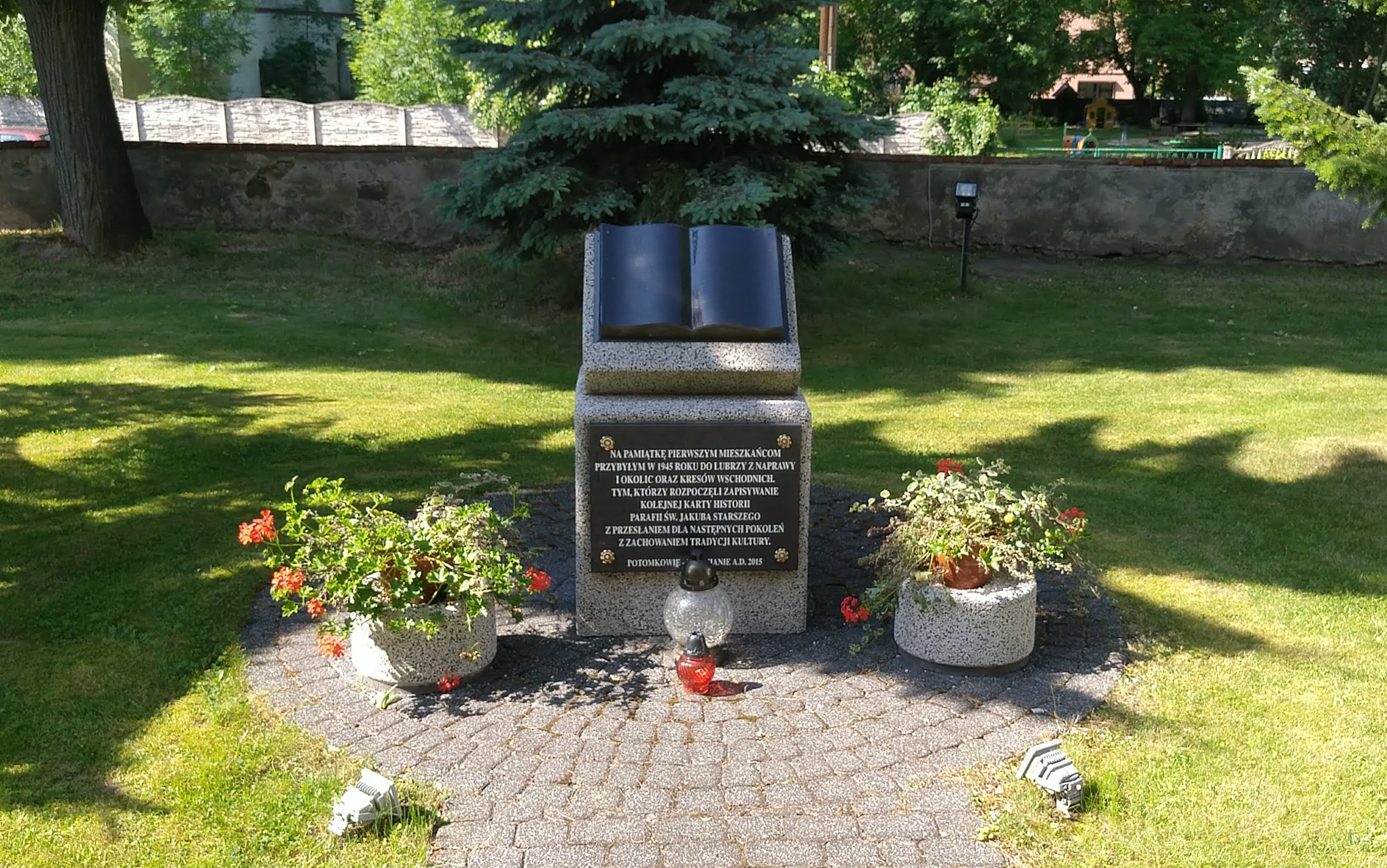
Pomnik pierwszych polskich mieszkańców Lubrzy

W latach 1945–1950 Lubrza należała do województwa śląskiego, a od 1950 do województwa opolskiego. W latach 1945–1954 wieś była siedzibą gminy Lubrza, a w latach 1954–1972 gromady Lubrza.
8 października 1946 w Lubrzy powstała druga w powiecie prudnickim gminna Rada Narodowa. Jej przewodniczącym został F. Jamrozik. We wsi funkcjonował punkt opieki nad matką i dzieckiem Chłopskiego Towarzystwa Przyjaciół Dzieci. W Lubrzy utworzono Rolniczą Spółdzielnię Wytwórczą „Świt”, gospodarującą 253 ha ziemi. W 1957 uruchomiono w Lubrzy zakład prefabrykacji górniczej, podlegający przedsiębiorstwu prefabrykacji górniczej przemysłu węglowego w Katowicach. W 1961 do użytku oddano szkołę przy ul. Szkolnej 22. W Lubrzy funkcjonowała placówka Klubu Prasy i Książki „Ruch”.
Podczas powodzi w lipcu 1997 w Lubrzy zostały zalane główne ulice: Wolności i Nowej Naprawy. W 2007 Lubrza przystąpiła do Programu Odnowy Wsi Opolskiej. W 2014 oddano do użytku nową remizę ochotniczej straży pożarnej. 8 listopada 2015 odsłonięto przy kościele w Lubrzy pomnik upamiętniający przybycie do wsi osadników z Naprawy i okolic oraz z Kresów Wschodnich w 1945. Pomysłodawcą postawienia pomnika był Gustaw Majerek. W 2020 potok Lubrzanka ponownie zalał główne ulice wsi. W 2021 w Lubrzy oddano do użytku centrum handlowe Premium Park Prudnik.
Podczas powodzi 14 września 2024 część wsi (szczególnie ul. Nowej Naprawy) została zalana przez potok Lubrzanka.

### Przynależność państwowa i administracyjna
| Okres     |                                                                                | Państwo                           | Zwierzchnictwo                    | Jednostka administracyjna                                                |
| --------- | ------------------------------------------------------------------------------ | --------------------------------- | --------------------------------- | ------------------------------------------------------------------------ |
| 1233–1337 |                                                                                | Królestwo Czech                   | Królestwo Czech                   | Morawy, ziemia prudnicka                                                 |
| 1337–1382 |                                                                                | Księstwo niemodlińskie            | Księstwo niemodlińskie            |                                                                          |
| 1382–1424 |                                                                                | Księstwo niemodlińsko-strzeleckie | Księstwo niemodlińsko-strzeleckie |                                                                          |
| 1424–1460 |                                                                                | Księstwo głogówecko-prudnickie    | Księstwo głogówecko-prudnickie    |                                                                          |
| 1460–1521 |                                                                                | Księstwo opolskie                 | Księstwo opolskie                 |                                                                          |
| 1521–1532 |                                                                                | Księstwo opolsko-raciborskie      | Księstwo opolsko-raciborskie      | księstwo opolskie                                                        |
| 1532–1742 | Monarchia Habsburgów                                                           | Monarchia Habsburgów              | Święte Cesarstwo Rzymskie         | księstwo opolsko-raciborskie, powiat sądowy prudnicki                    |
| 1742–1806 |                                                                                | Królestwo Prus                    | Święte Cesarstwo Rzymskie         | kamera wrocławska, departament wrocławski, powiat prudnicki              |
| 1806–1815 |                                                                                | Królestwo Prus                    | Królestwo Prus                    | kamera wrocławska, departament wrocławski, powiat prudnicki              |
| 1815–1871 | prowincja Śląsk, rejencja opolska, powiat prudnicki                            | Królestwo Prus                    | Królestwo Prus                    |                                                                          |
| 1871–1918 | Cesarstwo Niemieckie                                                           | Cesarstwo Niemieckie              | Cesarstwo Niemieckie              | Królestwo Prus, prowincja Śląsk, rejencja opolska, powiat prudnicki      |
| 1918–1919 |                                                                                | Republika Weimarska               | Republika Weimarska               | Wolne Państwo Prusy, prowincja Śląsk, rejencja opolska, powiat prudnicki |
| 1919–1933 | Wolne Państwo Prusy, prowincja Górny Śląsk, rejencja opolska, powiat prudnicki | Republika Weimarska               | Republika Weimarska               |                                                                          |
| 1933–1938 | Wolne Państwo Prusy, prowincja Górny Śląsk, rejencja opolska, powiat prudnicki | III Rzesza                        | III Rzesza                        | III Rzesza                                                               |
| 1938–1941 | Wolne Państwo Prusy, prowincja Śląsk, rejencja opolska, powiat prudnicki       | III Rzesza                        | III Rzesza                        | III Rzesza                                                               |
| 1941–1945 | Wolne Państwo Prusy, prowincja Górny Śląsk, rejencja opolska, powiat prudnicki | III Rzesza                        | III Rzesza                        | III Rzesza                                                               |
| 1945–1946 |                                                                                | Rzeczpospolita Polska             | Rzeczpospolita Polska             | Okręg I (Śląsk Opolski)                                                  |
| 1946–1950 | województwo śląskie, powiat prudnicki, gmina Lubrza                            | Rzeczpospolita Polska             | Rzeczpospolita Polska             |                                                                          |
| 1950–1952 | województwo opolskie, powiat prudnicki, gmina Lubrza                           | Rzeczpospolita Polska             | Rzeczpospolita Polska             |                                                                          |
| 1952–1954 | województwo opolskie, powiat prudnicki, gmina Lubrza                           |                                   | Polska Rzeczpospolita Ludowa      | Polska Rzeczpospolita Ludowa                                             |
| 1954–1973 | województwo opolskie, powiat prudnicki, gromada Lubrza                         |                                   | Polska Rzeczpospolita Ludowa      | Polska Rzeczpospolita Ludowa                                             |
| 1973–1975 | województwo opolskie, powiat prudnicki, gmina Lubrza                           |                                   | Polska Rzeczpospolita Ludowa      | Polska Rzeczpospolita Ludowa                                             |
| 1975–1989 | województwo opolskie, gmina Lubrza                                             |                                   | Polska Rzeczpospolita Ludowa      | Polska Rzeczpospolita Ludowa                                             |
| 1989–1998 | województwo opolskie, gmina Lubrza                                             | Polska                            | Rzeczpospolita Polska             | Rzeczpospolita Polska                                                    |
| od 1999   | województwo opolskie, powiat prudnicki, gmina Lubrza                           | Polska                            | Rzeczpospolita Polska             | Rzeczpospolita Polska                                                    |

## Charakterystyka
Lubrza jest miejscowością zbudowaną na wzorcach owalniczych, czyli wokół dawnego, centralnego placu w kształcie wrzeciona. Dawny plac zamykają ulice Wolności i Nowej Naprawy, kiedyś teren między nimi nie był zabudowany. Jest to przykład miejscowości obronnej, do której można było wejść tylko w wyznaczonych miejscach.

## Mieszkańcy
Miejscowość zamieszkiwana jest przez ludność napływową, przybyłą na Śląsk z centralnej Polski (teren późniejszych województw krakowskiego i nowosądeckiego) po 1945.
Według danych GUS z 2011, Lubrza miała 985 mieszkańców (102. miejsce wśród wsi w województwie opolskim), co czyni ją największą wsią gminy Lubrza.
Mieszkańcy Lubrzy stanowią około 1,72% populacji powiatu prudnickiego, co stanowi 0,09% populacji województwa opolskiego.
Lubrza podlega pod Urząd Statystyczny w Opolu, oddział w Prudniku.
| Opis      | Ogółem | Ogółem | Kobiety | Kobiety | Mężczyźni | Mężczyźni |
| --------- | ------ | ------ | ------- | ------- | --------- | --------- |
| jednostka | osób   | %      | osób    | %       | osób      | %         |
| populacja | 985    | 100    | 500     | 50,8    | 485       | 49,2      |

### Liczba mieszkańców wsi
- 1793 – 498[63]
- 1844 – 919[64]
- 1855 – 1006[65]
- 1861 – 1100[65]
- 1869 – 1113[28]
- 1871 – 1110[66]
- 1885 – 1182[67]
- 1905 – 1311[68]
- 1910 – 1340[69]
- 1927 – 1340[70]
- 1933 – 1209[71]
- 1939 – 1239[71]
- 1940 – 1241[72]
- 1966 – 1222[73]
- 1998 – 1029[61]
- 2002 – 996[61]
- 2008 – 978[61]
- 2011 – 985[61]
- 2012 – 968[1]
- 2013 – 965[1]

## Zabytki
Do wojewódzkiego rejestru zabytków wpisane są:
- Neogotycki kościół pod wezwaniem św. Jakuba Starszego powstał w latach 1797–1798 (1800).
- Kapliczki:
  - Nowej Naprawy 44 z 1812 roku,
  - Nowej Naprawy 54 z drugiej połowy XIX wieku,
  - Wolności 65 z pierwszej połowy XIX wieku,
  - Wolności 75 z pierwszej połowy XIX wieku.
- zagroda nr 29, XIX w.
  - dom
  - brama z przejazdem.

Zgodnie z gminną ewidencją zabytków w Lubrzy chronione są ponadto:
- układ ruralistyczny, z 1 poł. XIII w.
- budynek mieszkalno-gospodarczy, ul. Nowej Naprawy 36, z 2 poł. XIX w.
- budynek gospodarczy, ul. Nowej Naprawy 38, z XIX/XX w.
- budynek gospodarczy, ul. Nowej Naprawy 40, z XIX/XX w.
- budynek mieszkalny, ul. Nowej Naprawy 47, z l. 20-30. XX w.
- dom mieszkalny, ul. Nowej Naprawy 68, z 1 ćw. XX w.
- ulica Wolności, z XIII w.
- budynek mieszkalny, ul. Wolności 48, z l. 20/30. XX w.
- budynek mieszkalny, ul. Wolności 50, z l. 30. XX w.
- budynek, ob. przedszkole, ul. Wolności 54, z l. 30. XX w.
- budynek mieszkalny, ul. Wolności 60, z kon. XIX; l. 30. XX w.
- budynek mieszkalno-gospodarczy, ul. Wolności 72, z 1 ćw. XX w.
- plebania, ul. Wolności 75, z XIX/XX w.
- budynek gospodarczy/produkcyjny, ul. Wolności 82, z l. 20-30. XX w.
- budynek mieszkalno-gospodarczy, ul. Wolności 117, z XIX/XX w.
- budynek mieszkalny, ul. Wolności 131, z l. 20. XX w.
- zespół kościoła
  - cmentarz, z XVIII/XIX w.
  - kaplica cmentarna, z 1 ćw. XX w.
  - mur, z XVIII/XIX w.

Renesansowa wieża kościelna z 1600 r. o wysokości 38 m (zw. wieżą Piotra Włosta), na której zostały zawieszone dwa dzwony, jeden z 1503, a drugi 1555 roku.

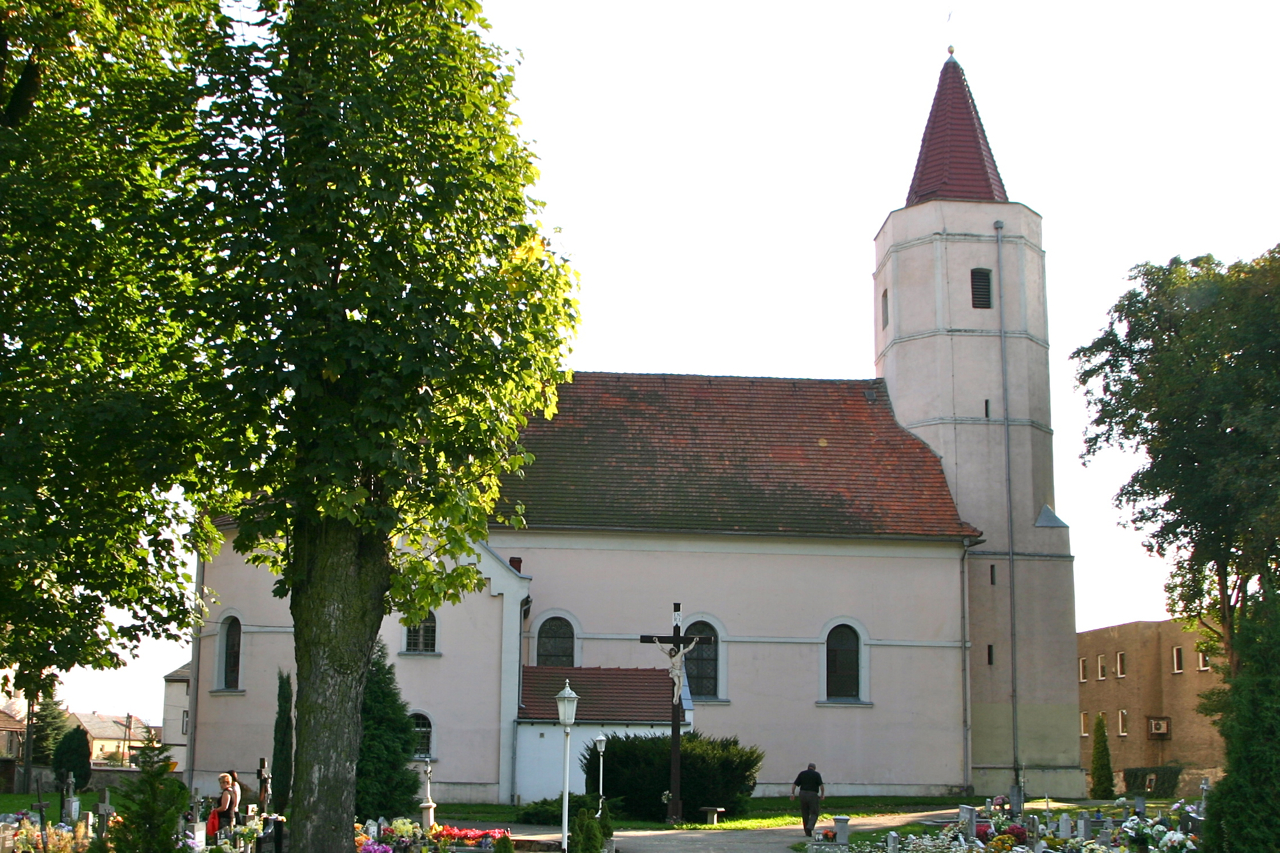
Kościół św. Jakuba Starszego
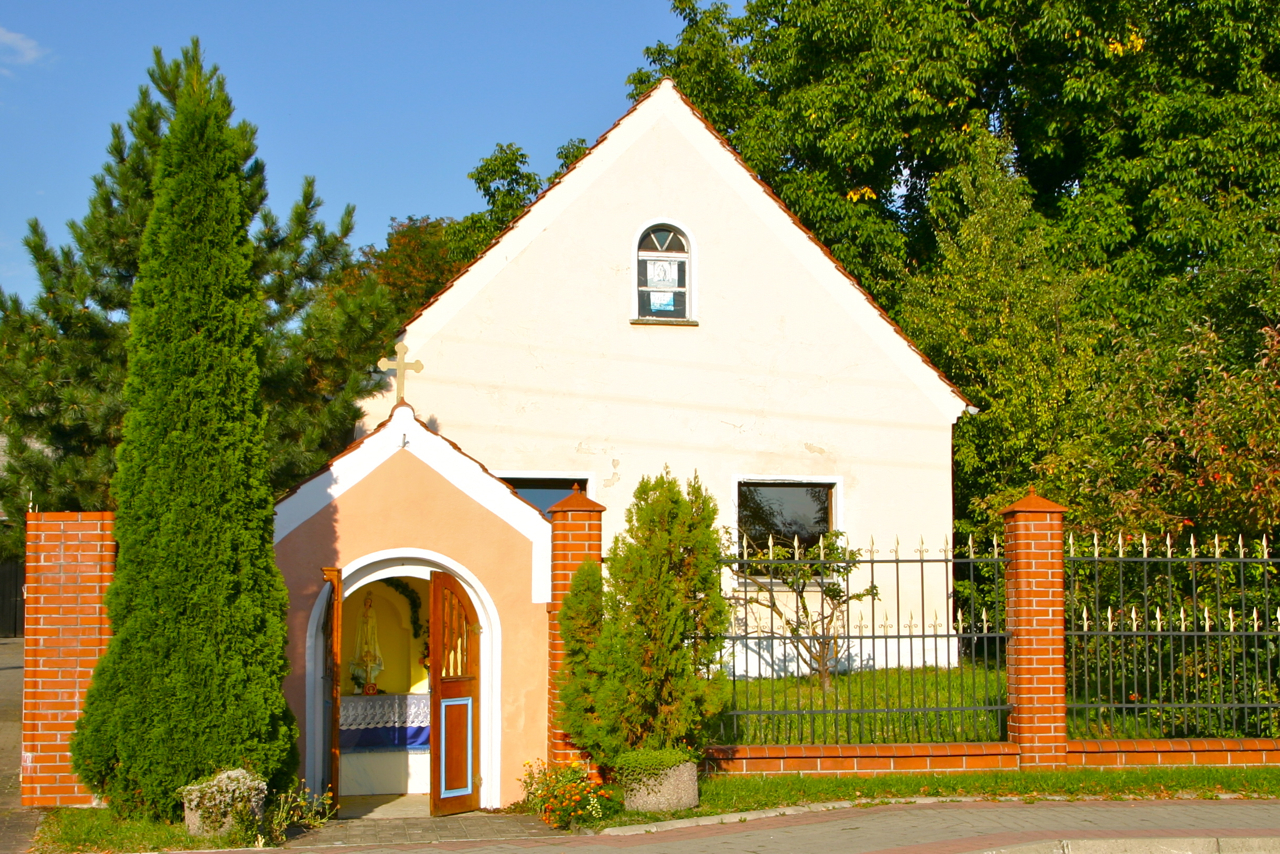
Kapliczka przydrożna (ul. Nowej Naprawy 44)
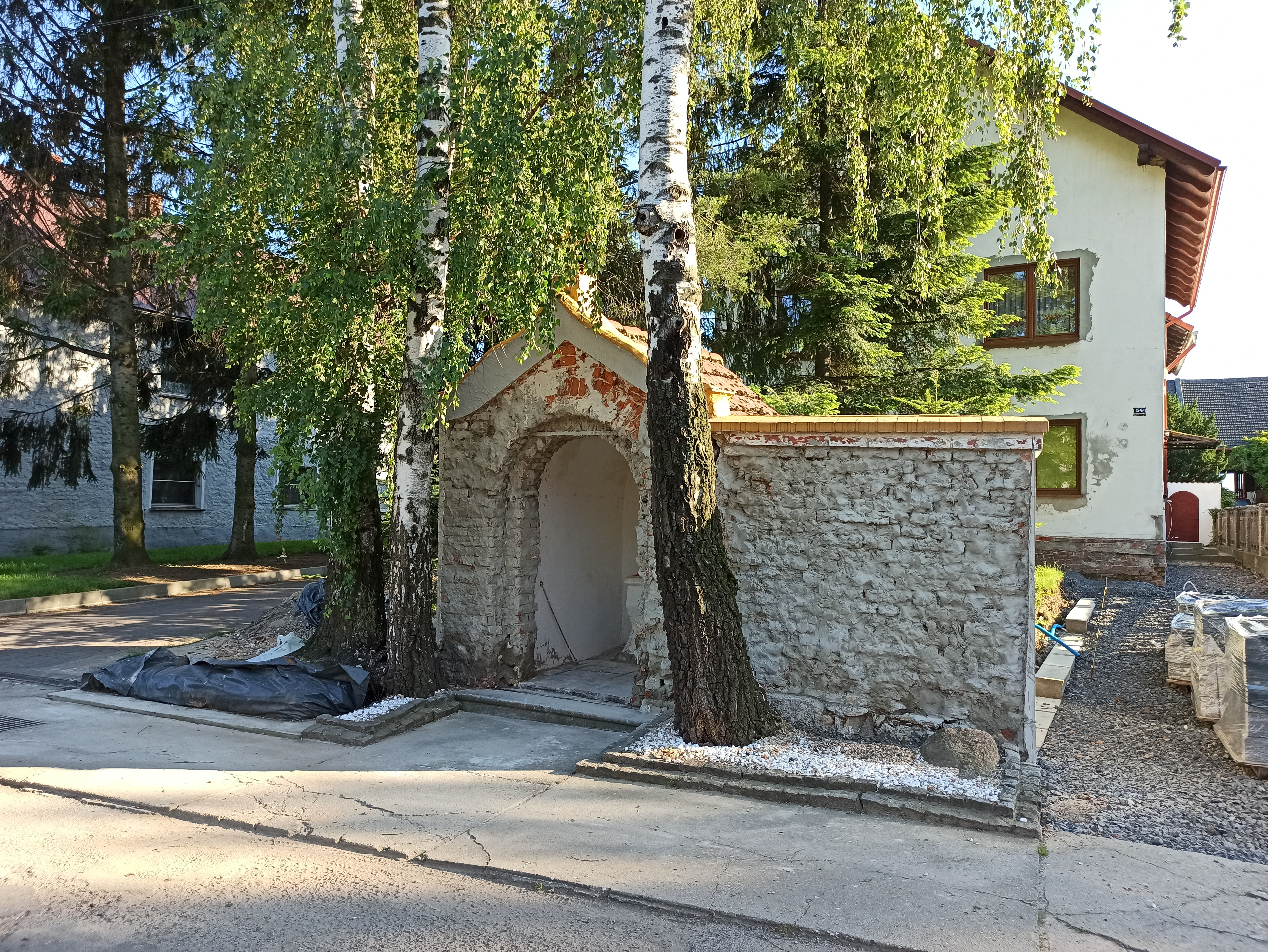
Kapliczka przydrożna (ul. Nowej Naprawy 54)
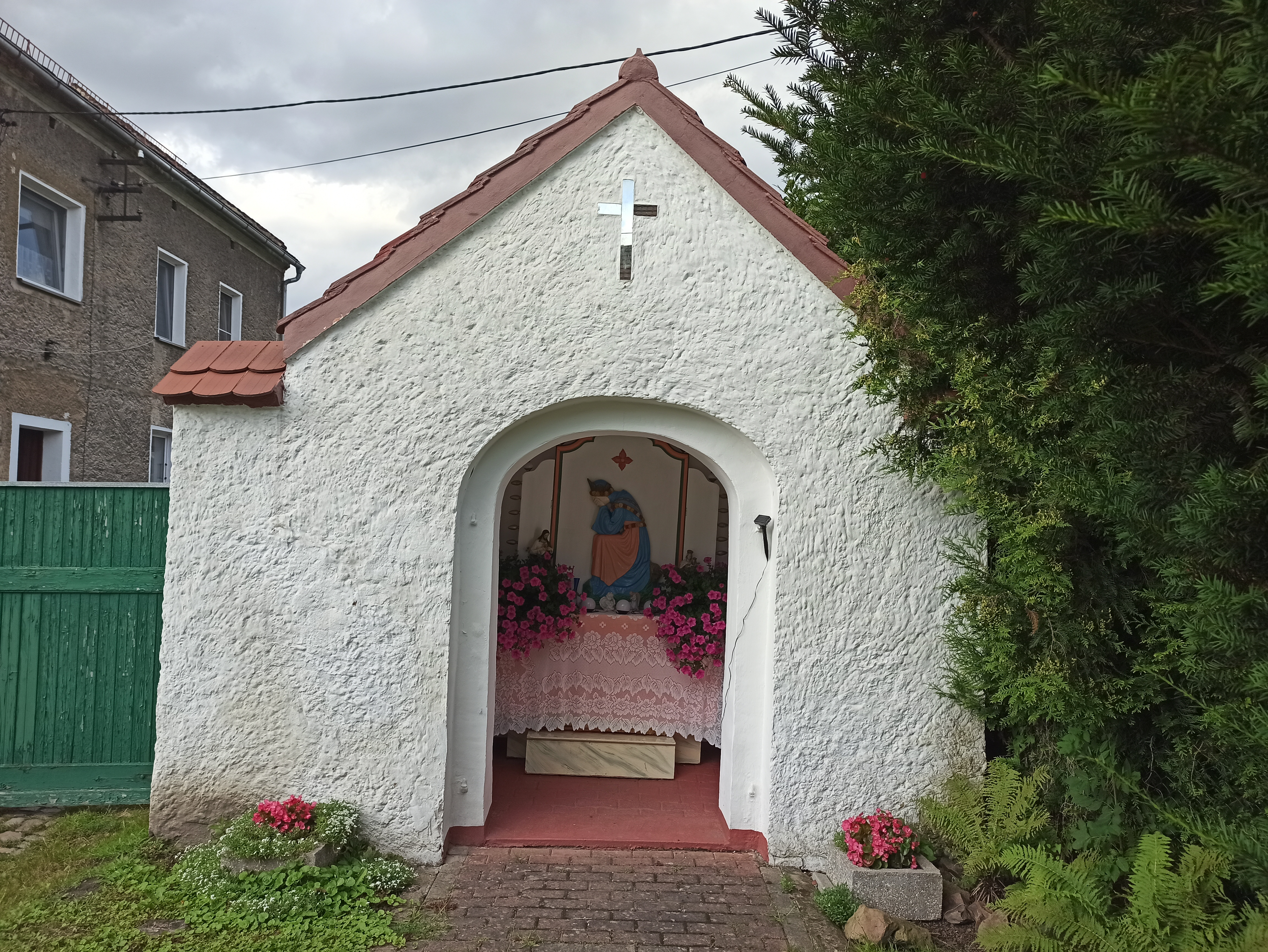
Kapliczka przydrożna (ul. Nowej Naprawy 65)
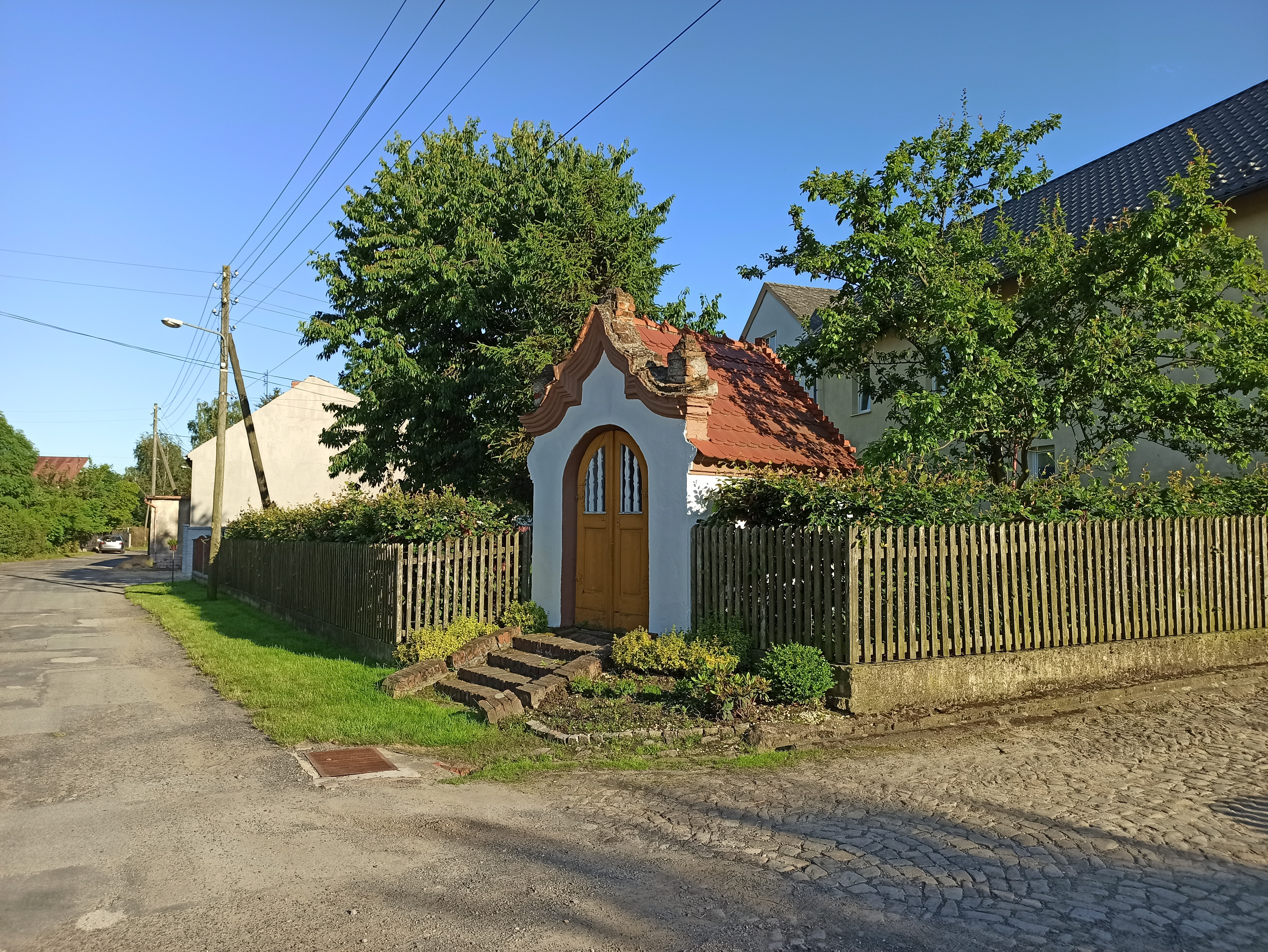
Kapliczka przydrożna (ul. Wolności 75)
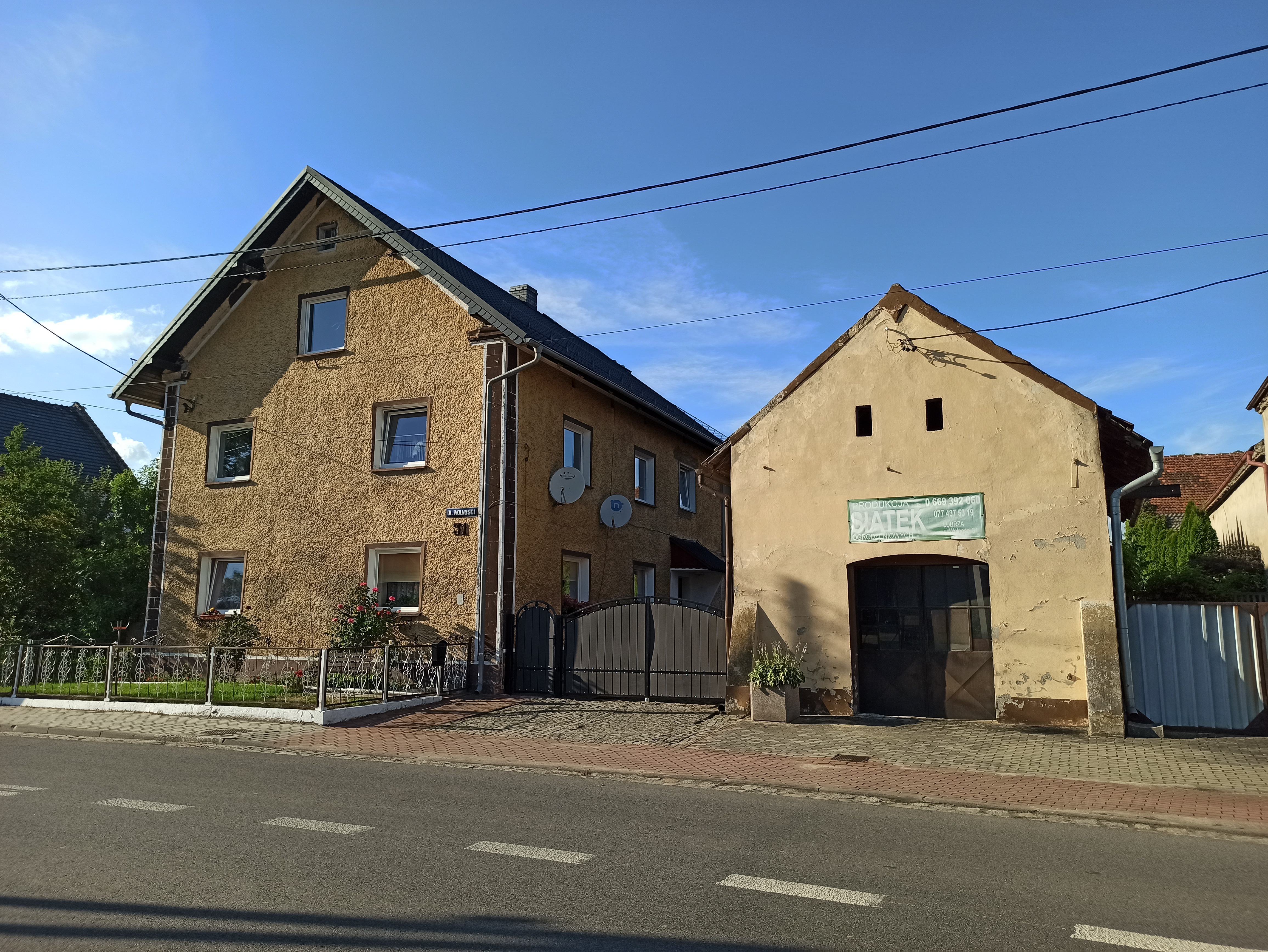
Zagroda (ul. Wolności 31)
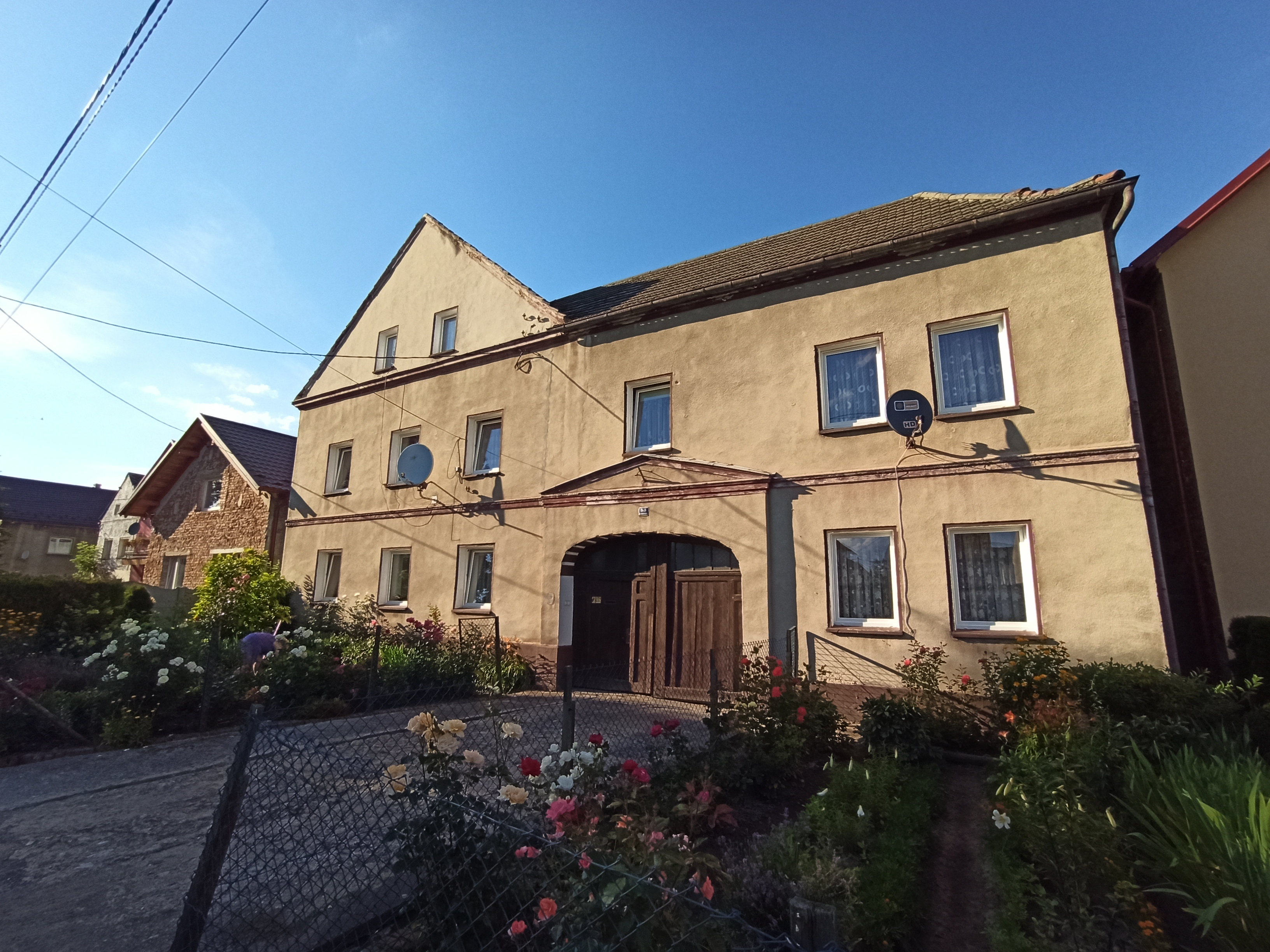
Zagroda (ul. Wolności 53)
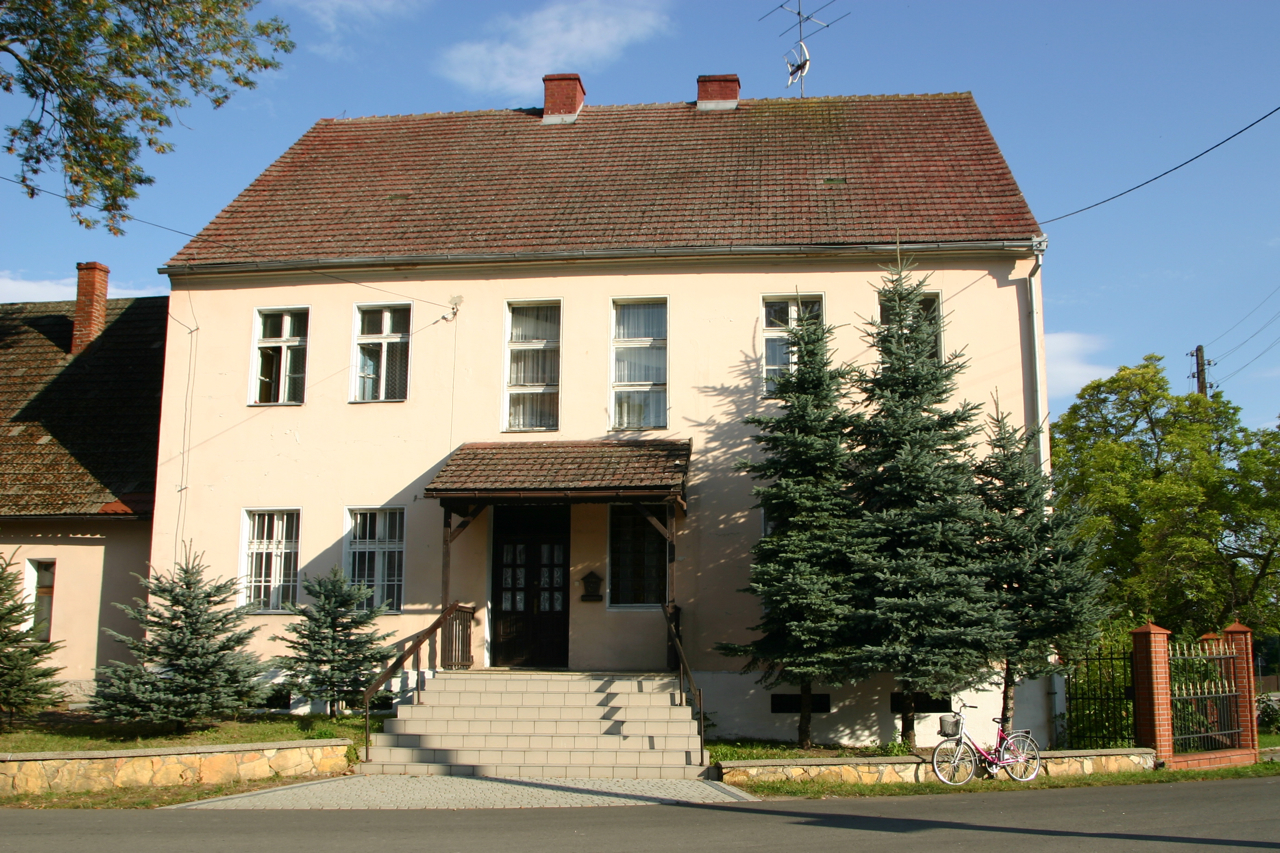
Plebania

## Gospodarka

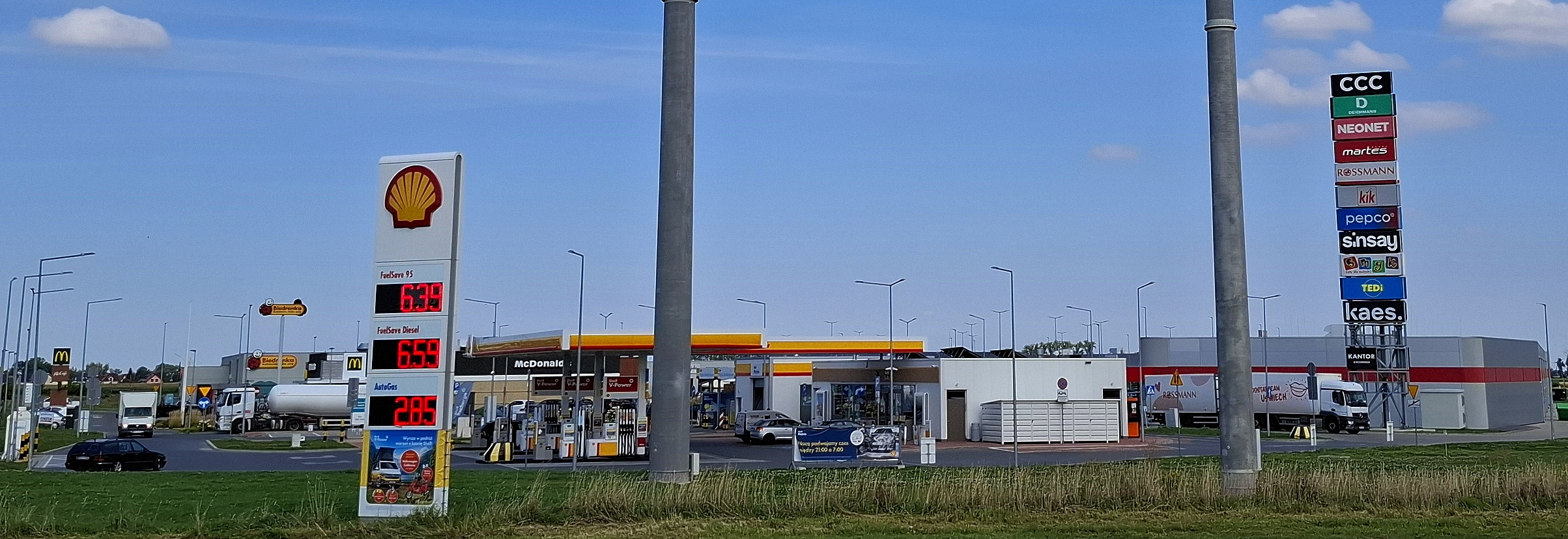
M Park Prudnik

Przy ul. Zielonej 1 w Lubrzy znajduje się Zakład Energetyki Cieplnej Prudnik Sp. z o.o.. W Lubrzy siedzibę mają firmy Tyrpuła, EKO Lubrza NON-PROFIT, Usługi Remontowe Aleksandrowicz Jan, Wyroby Betoniarskie Kęsek Stanisław i Kamieniarstwo Kornecki Wiesław, zrzeszone w Cechu Rzemieślników i Przedsiębiorców w Prudniku.
W 2021 w granicach sołectwa Lubrza, w bezpośrednim sąsiedztwie zabudowań Prudnika, wzniesiono centrum handlowe Premium Park, o powierzchni handlowej 8743 m². Po zakupie przez brytyjską firmę, jego nazwę zmieniono na M Park Prudnik. Jest to jeden z największych obiektów tego typu na południu województwa opolskiego, ulokowały się w nim m.in. marki: 4F, KiK, TEDi, Martes Sport, Monnari Trade, Neonet, Pepco, Smyk, Biedronka, CCC, Deichmann, Sinsay, McDonald’s, Shell, Rossmann, Bricomarché.
Lubrza wraz z całą gminą podlega pod inspektorat ZUS w Prudniku. W Lubrzy znajduje się filia Banku Spółdzielczego w Prudniku.

## Transport

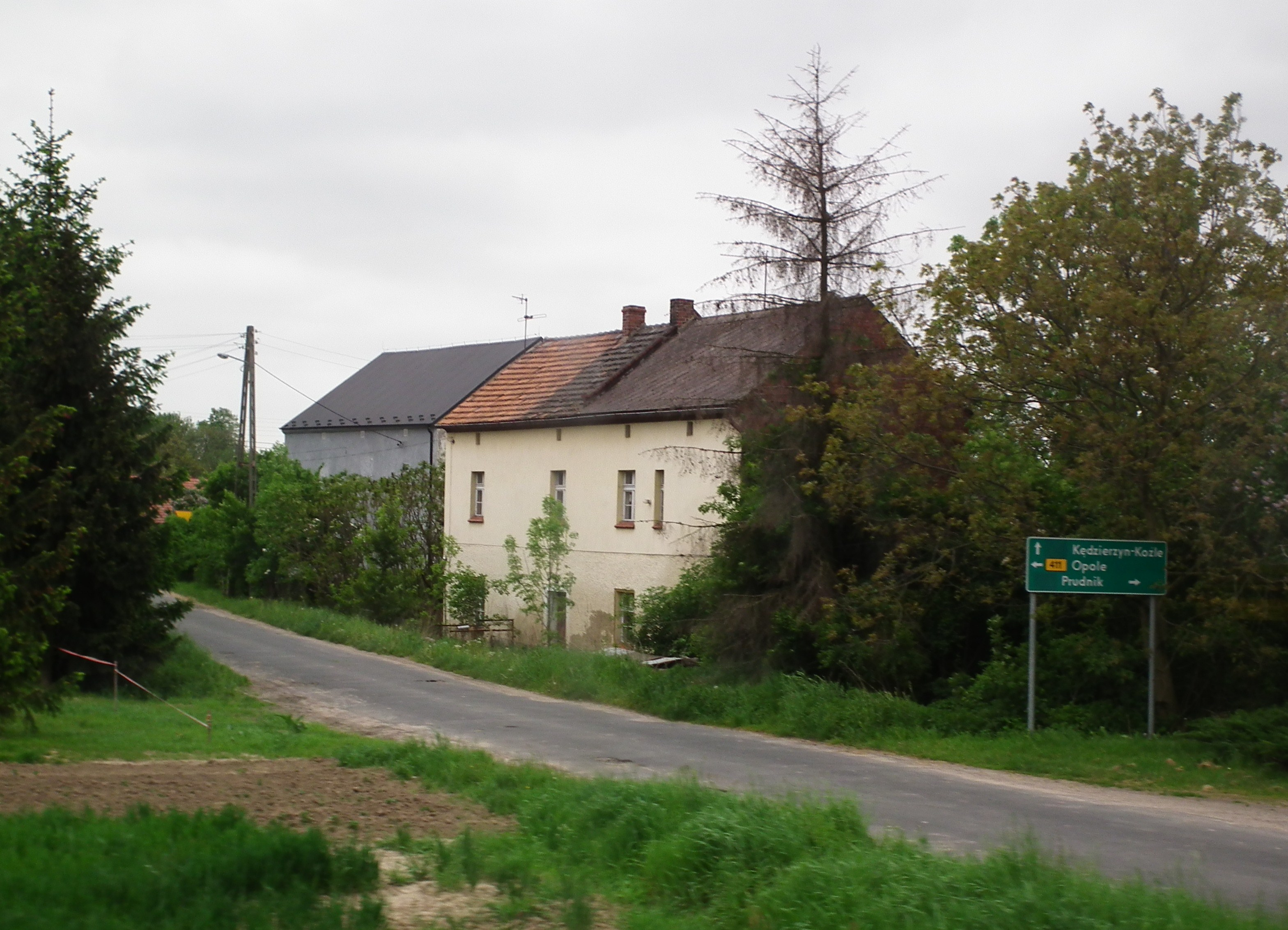
Wjazd do Lubrzy od strony Prężynki

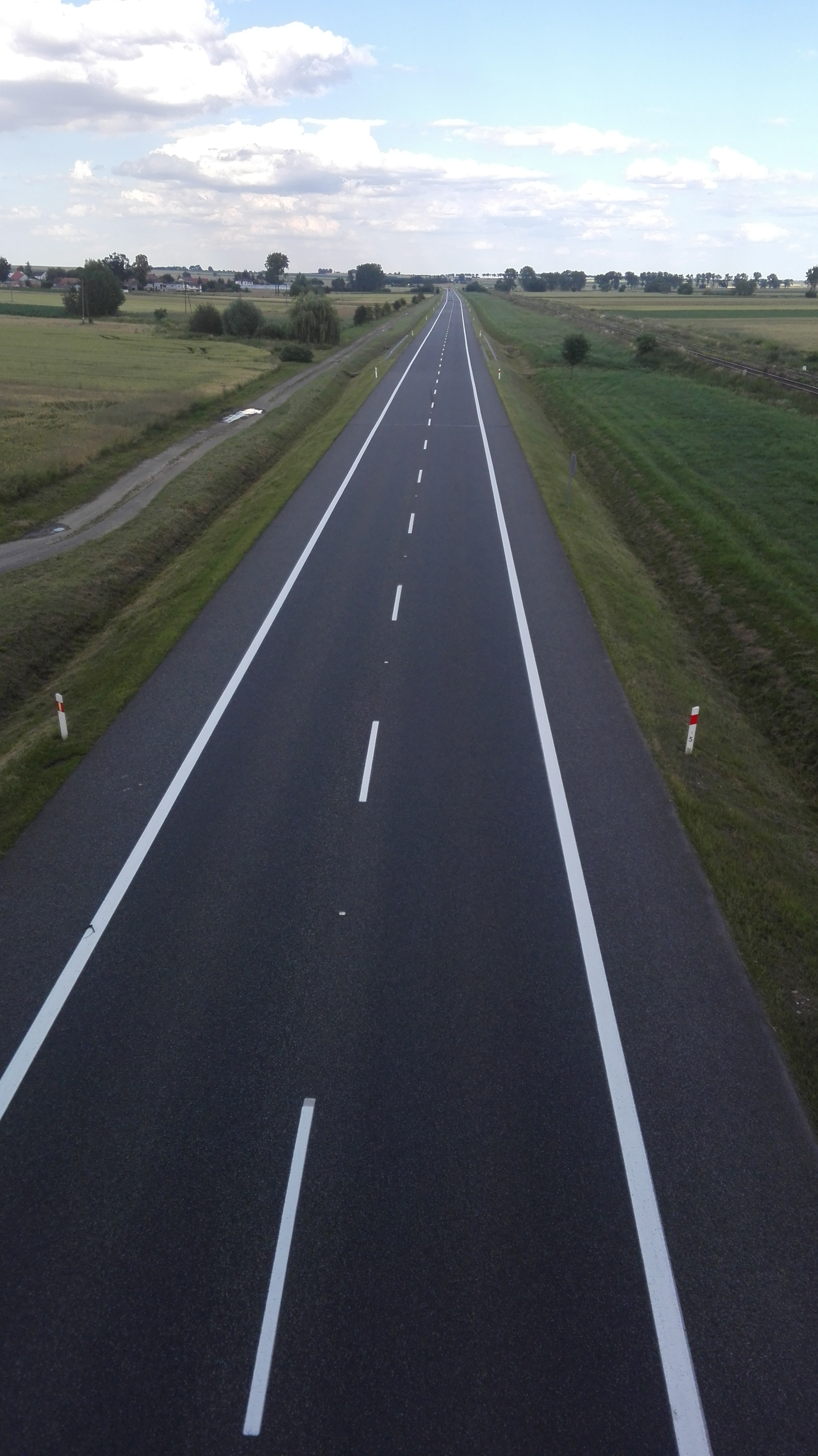
Obwodnica Lubrzy w ciągu drogi krajowej nr 40

### Transport drogowy
Przez Lubrzę przebiegają drogi krajowe
- 40 Głuchołazy – Prudnik – Kędzierzyn-Koźle – Pyskowice
- 41 Nysa – Prudnik – granica z Czechami w Trzebinie

Sieć uzupełnia droga wojewódzka
- 414 Prudnik – Opole

W zarządzie Wydziału Drogownictwa Starostwa Powiatowego w Prudniku znajdują się drogi powiatowe: nr 1267O relacji Lubrza – Prężynka oraz nr 1280O relacji Lubrza – Jasiona.

### Transport kolejowy

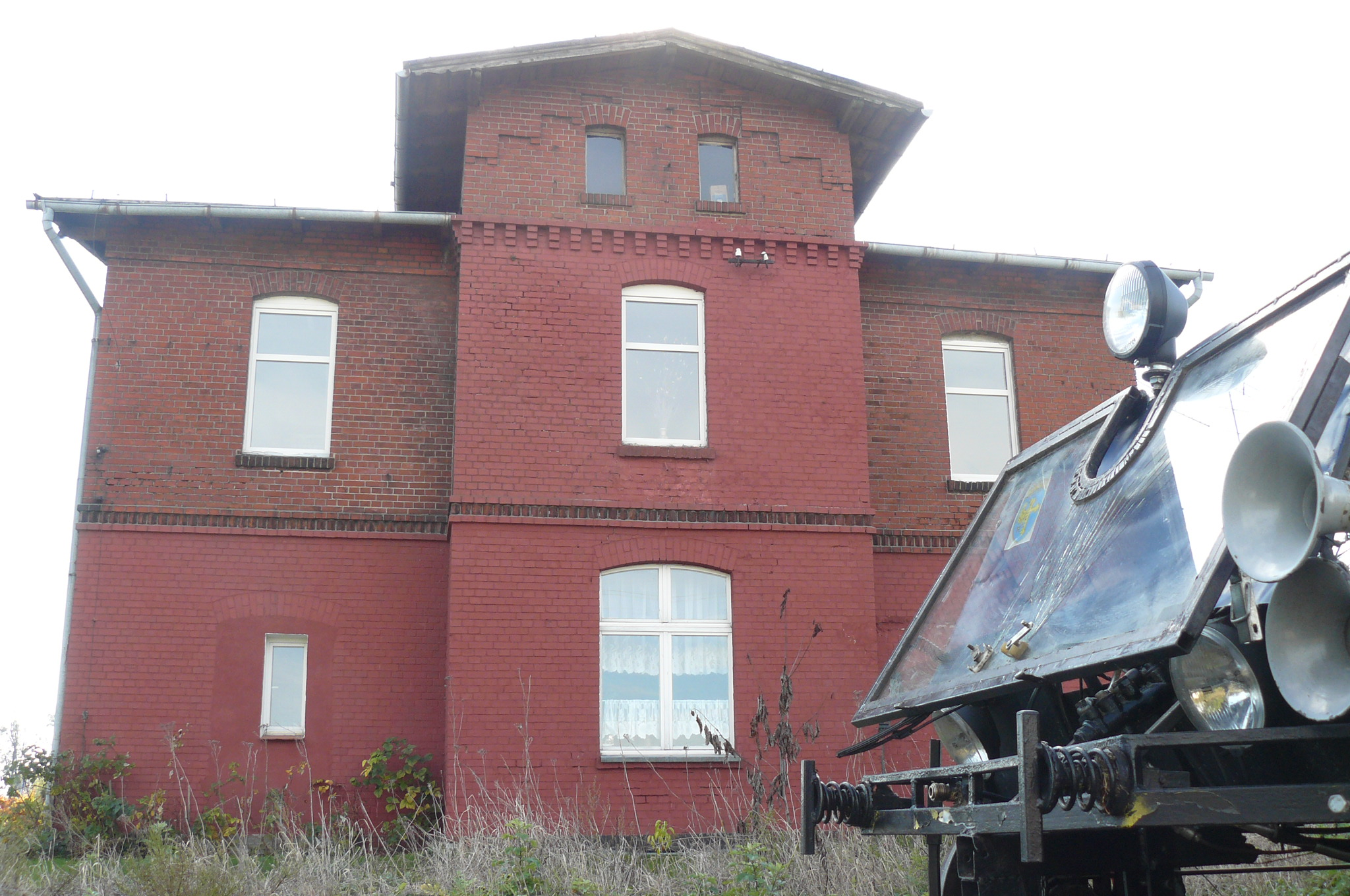
Stacja kolejowa w Lubrzy

Nieczynna stacja kolejowa w Lubrzy znajduje się przy ul. Opolskiej. Najbliższa stacja kolejowa znajduje się w Prudniku.
Lokalni przedsiębiorcy i właściciele majątków ziemskich zawiązali w 1895 spółkę Kolej Prudnicko-Gogolińska z siedzibą w Prudniku, której celem stała się budowa linii lokalnej z Prudnika do Gogolina. Linia kolejowa nr 306 relacji Prudnik – Goglin została oddana do użytku w 1896. Powódź w 1997 zniszczyła most na Odrze w Krapkowicach, uniemożliwiając dojazd do Gogolina. W 2005 ruch na linii 306 został zawieszony. Zmodernizowana do celów towarowych linia relacji Prudnik – Krapkowice została oddana do użytku w 2016. Na bocznicy między składem militarnym w lesie koło Strzeleczek a Prudnikiem odbywa się wojskowy ruch transportowy.
W rejonie miejscowości przebiega linia kolejowa nr 137 łącząca Katowice z Legnicą przez Gliwice, Kędzierzyn-Koźle, Prudnik, Nysę, Świdnicę i Strzegom. Starostwo powiatu prudnickiego planuje utworzenie przystanku kolejowego w Lubrzy.

### Transport autobusowy
Lubrza posiada połączenia autobusowe z Białą, Dobroszewicami, Głogówkiem, Głuchołazami, Górką Prudnicką, Kędzierzynem-Koźlem, Korfantowem, Krapkowicami, Nowym Browińcem, Opolem, Prężynką, Prudnikiem, Słokowem, Strzeleczkami, Złotnikami. We wsi znajdują się cztery przystanki autobusowe – „Kościół”, „Lubrza”, „Skrz.”, „Szkoła”.
Transport autobusowy w Lubrzy obsługiwany był przez PKS Prudnik. W 2004 prudnicki PKS został sprywatyzowany z udziałem Connex Polska. W 2008, w wyniku połączenia spółek PKS Connex Prudnik i PKS Connex Kędzierzyn-Koźle, utworzona została spółka Veolia Transport Opolszczyzna, w 2013 przejęta przez Arriva Bus Transport Polska. W 2019 Arriva wycofała się z Prudnika. Wówczas organizacją przewozów pasażerskich w Lubrzy i okolicy zajęły się ościenne PKS-y. W grudniu 2021 powołano Powiatowo-Gminny Związek Transportu „Pogranicze”, mający na celu poprawę jakości transportu.

### Transport rowerowy

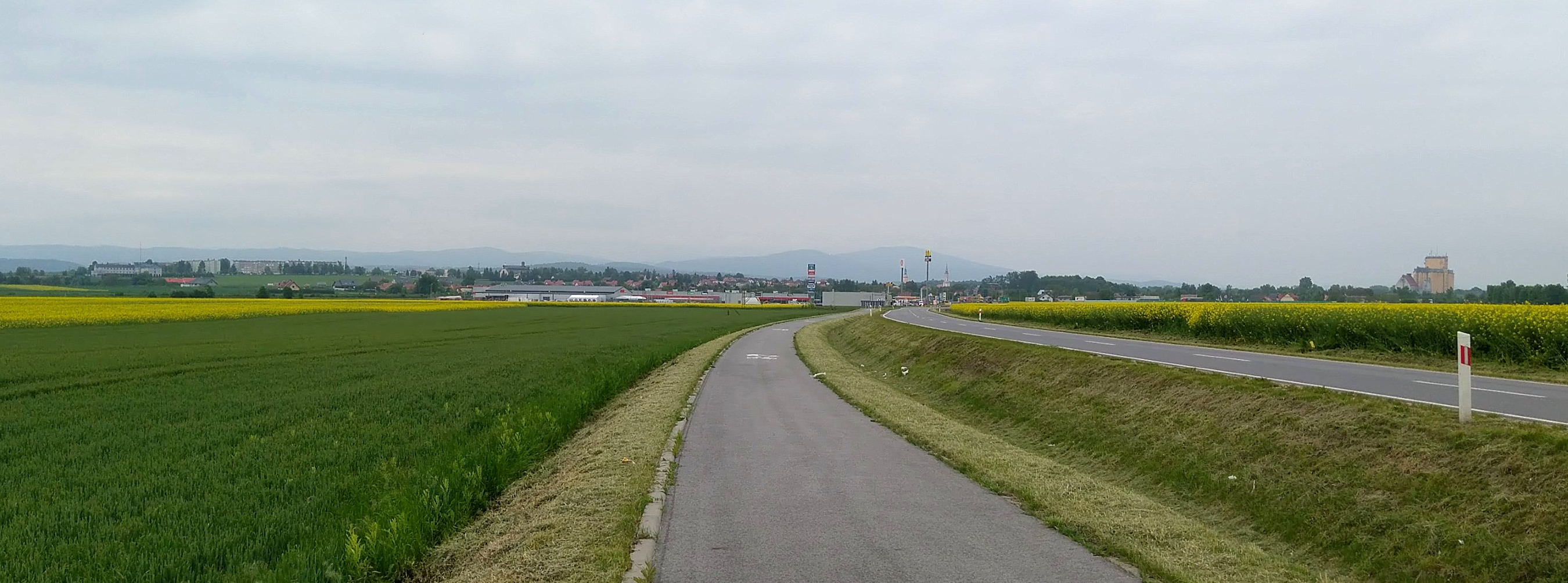
Ścieżka rowerowa z Prudnika do Mosznej w Lubrzy

W 2020 ukończono budowę ścieżki rowerowej z Prudnika do Mosznej, przedłużonej w 2021 do Zieliny. Ścieżka długości ponad 20 km zaczyna się w Prudniku przy rondzie im. Stanisława Szozdy i prowadzi wzdłuż dróg wojewódzkich nr 414 i 409 przez Lubrzę, Dobroszewice, Białą, Krobusz, Dębinę i Moszną, kończąc się w Zielinie.

## Oświata

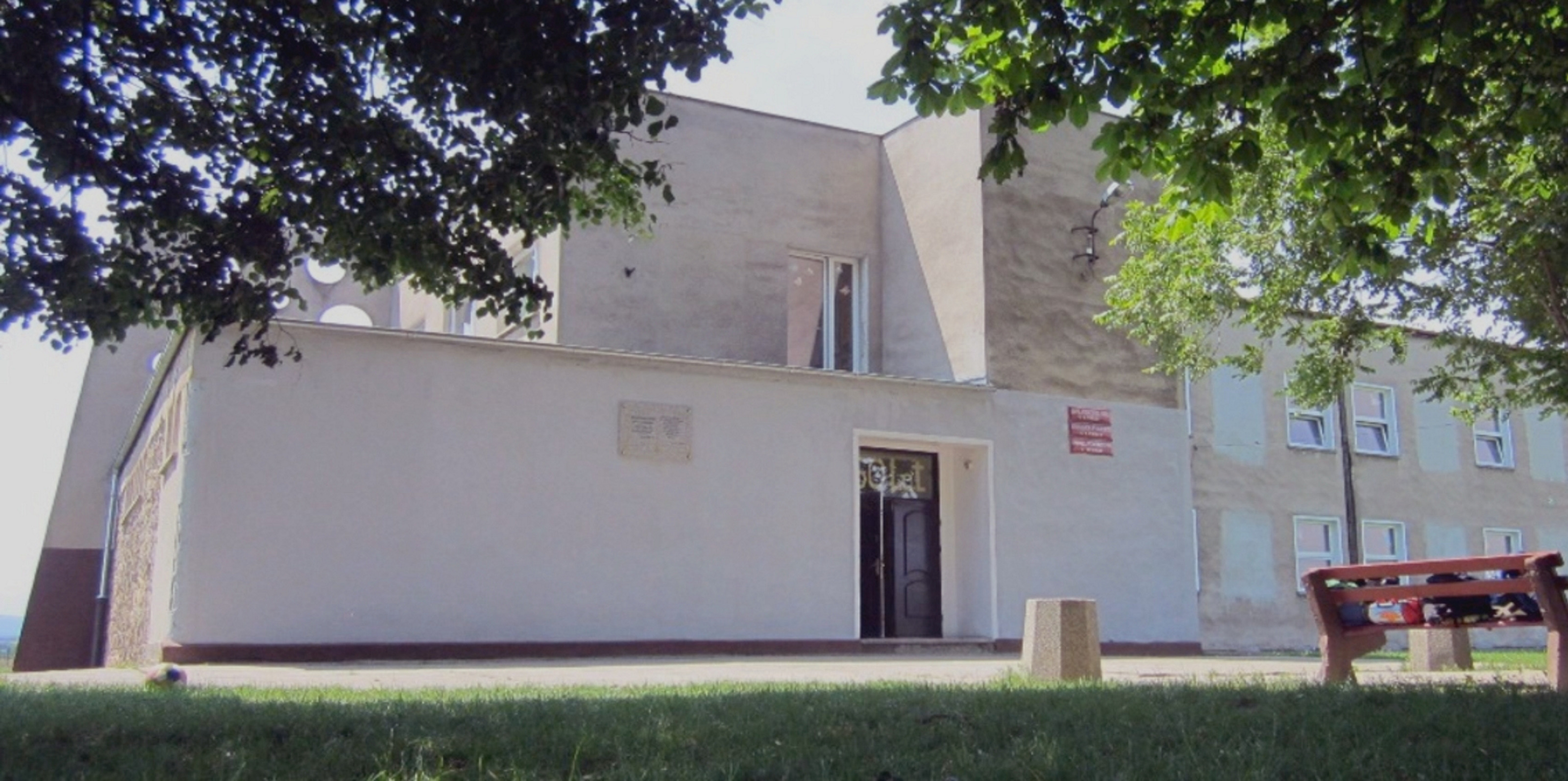
Zespół Publicznych Szkół w Lubrzy (2015)

W Lubrzy przy ul. Szkolnej 22 znajduje się szkoła podstawowa (dawny Zespół Publicznych Szkół), a przy ul. Wolności 54 Gminne Przedszkole Publiczne.

## Kultura
We wsi znajduje się także Gminna Biblioteka Publiczna oraz Gminny Ośrodek Kultury z siedzibą przy ul. Wolności 73.

### Nawiązania i odniesienia w kulturze
W powieści Lato umarłych snów autorstwa niemieckiego pisarza Harry’ego Thürka, przedstawiającej sytuację Niemców w Prudniku tuż po II wojnie światowej, wspomniany został magazyn z żywnością w Lubrzy.

## Religia
W Lubrzy znajduje się katolicki kościół św. Jakuba Starszego, który jest siedzibą parafii św. Jakuba Starszego (dekanat Prudnik).

## Sport

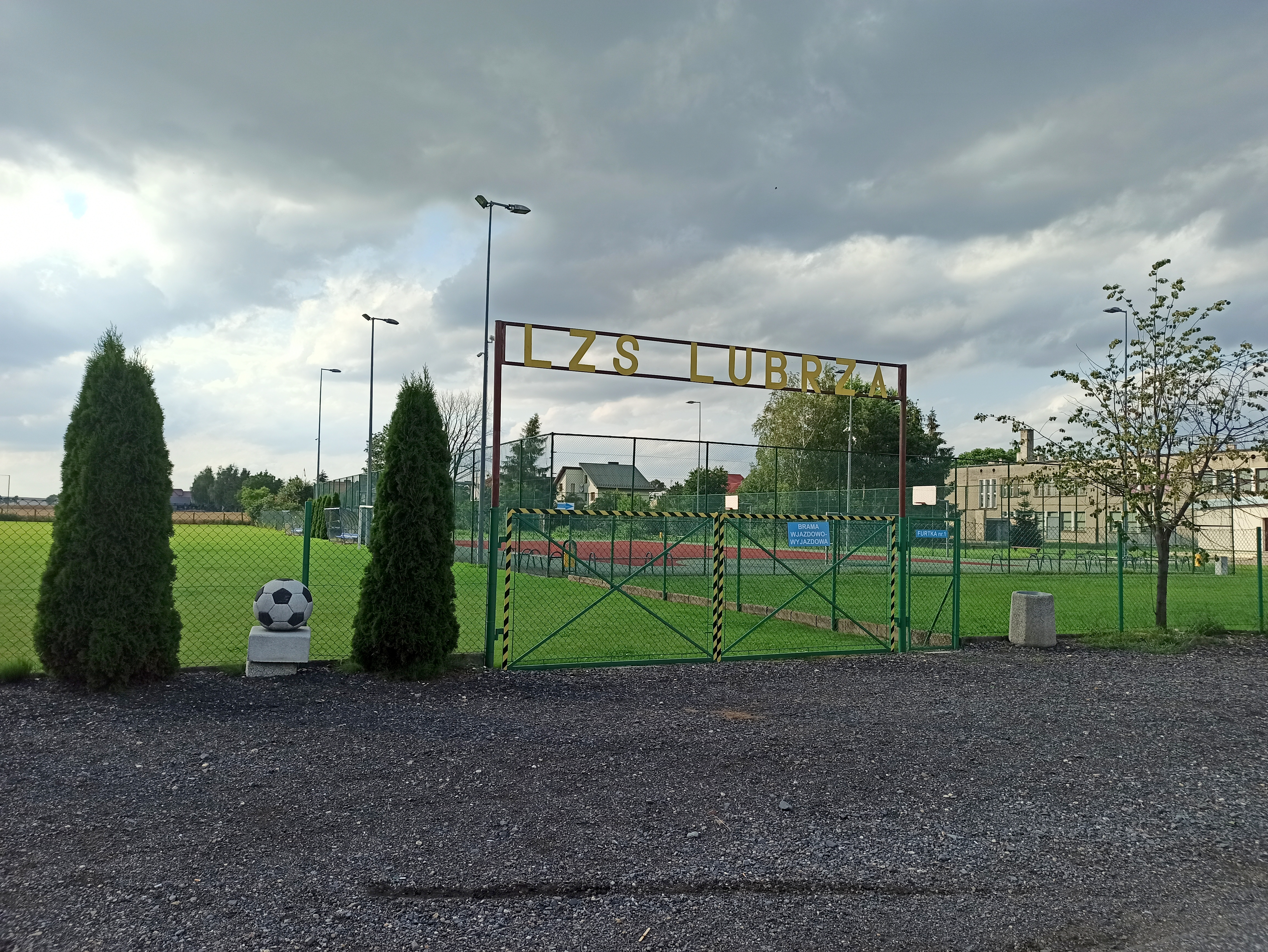
Boisko LZS Lubrza

We wsi funkcjonuje powstały w 1948 roku klub piłkarski LZS Lubrza, który obecnie gra w klasie A, w grupie Opole IV. Z dniem 8 lipca 2019 klub LZS Lubrza przejął LZS Niemysłowice–Dębowiec.
W Lubrzy znajduje się boisko sportowe, które zostało oddane do użytku 16 sierpnia 2014.
11 lipca 2012 przez Lubrzę przebiegała trasa wyścigu Tour de Pologne.

## Polityka

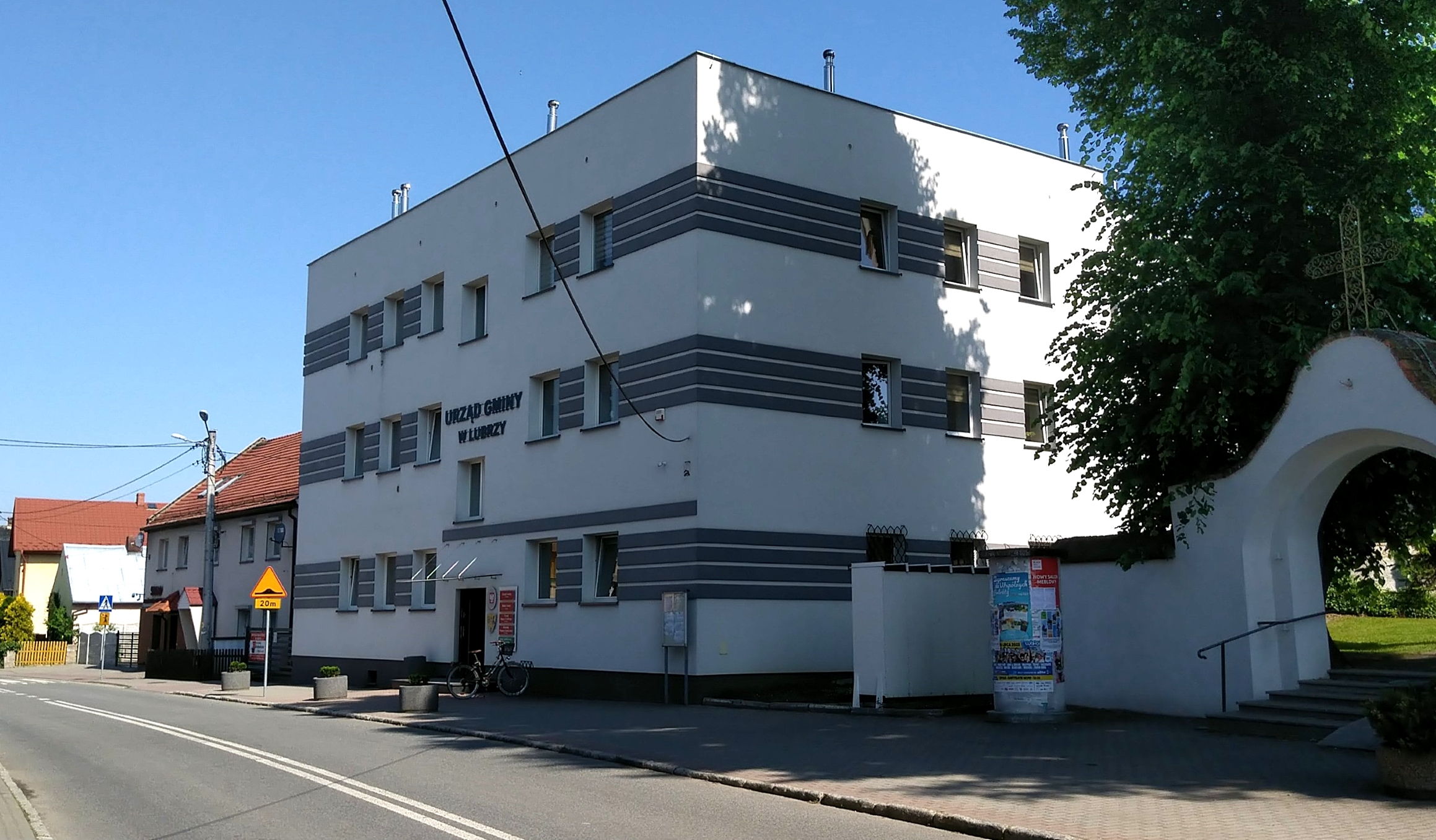
Urząd Gminy w Lubrzy

Lubrza jest siedzibą gminy wiejskiej. Zgodnie z ustawą o samorządach z 1990 roku, gmina posiada Wójta Gminy – organ władzy wykonawczej i Radę Gminy – organ władzy stanowiącej i kontrolnej. Rada Gminy w Lubrzy jest organem stanowiącym i kontrolnym gminy. W jej skład wchodzi 15 radnych, obradujących na sesjach zwoływanych przez jej przewodniczącego. W wyborach samorządowych w 2018 na urząd wójta został wybrany Mariusz Kozaczek. Siedzibą władz jest Urząd Gminy w Lubrzy przy ul. Wolności 73.
Radni Gminy Lubrza wybrani w wyborach samorządowych w 2018:
- Prawo i Sprawiedliwość (8 mandatów) – Michał Janicki, Dariusz Poremba, Joanna Wloka, Andrzej Gąsior, Czesława Antoszczyszyn, Sebastian Talaga, Krzysztof Orzech, Waldemar Tutak
- Polskie Stronnictwo Ludowe (7 mandatów) – Anna Kiebzak, Marek Łój, Marian Gul, Andrzej Karmelita, Stanisław Aleksandrowicz, Elżbieta Szwadowska, Michał Iżyk

### Wybory i referenda
W Urzędzie Gminy w Lubrzy swoją siedzibę ma Obwodowa Komisja Wyborcza, do której należy sołectwo Lubrza. W referendum w 2003 mieszkańcy Lubrzy opowiedzieli się za przystąpieniem Polski do Unii Europejskiej.
W wyborach parlamentarnych do Sejmu w 2005 we wsi najwięcej głosów zdobyła Samoobrona Rzeczpospolitej Polskiej. W 2007 i 2011 w Lubrzy zwyciężyła Platforma Obywatelska. W 2015 i 2019 we wsi wygrało Prawo i Sprawiedliwość. W 2023 łącznie większość głosów zdobyły partie: Koalicja Obywatelska, Trzecia Droga, Nowa Lewica.
W wyborach prezydenckich w 2005 mieszkańcy Lubrzy opowiedzieli się za Donaldem Tuskiem, w 2010 i 2015 za Bronisławem Komorowskim, w 2020 i 2025 za Rafałem Trzaskowskim.

## Turystyka
Oddział PTTK „Sudetów Wschodnich” w Prudniku ustanowił turystyczną Odznakę Krajoznawczą Ziemi Prudnickiej, którą zdobywa się poprzez zwiedzenie odpowiedniej liczby obiektów w miejscowościach położonych na ziemi prudnickiej, w tym w Lubrzy.
12 lipca 2010, w ramach organizowanego w Prudniku VI Europejskiego Tygodnia Turystyki Rowerowej, w którym wzięli udział rowerzyści z całej Europy, przez Lubrzę prowadziła trasa „Szlakiem Pielgrzyma”.

### Szlaki rowerowe
Przez Lubrzę prowadzi szlak rowerowy:
- Trasa rowerowa PTTK nr 266-z: Lubrza – Olszynka – Laskowice – Dytmarów-Stacja – Dytmarów – Krzyżkowice – góra Kłobuczek – Trzebina – Prudnik-Las – Trzebina – Skrzypiec – Jasiona – Lubrza

## Bezpieczeństwo
W zakresie ochrony przeciwpożarowej oraz innych miejscowych zagrożeń w Lubrzy działa jednostka Ochotniczej Straży Pożarnej, włączona w krajowy system ratowniczo-gaśniczy. OSP Lubrza wchodzi w skład Kompanii Gaśniczej „Prudnik”.
Miejscowość jest pod opieką dzielnicowego rejonu służbowego nr 8 Komendy Powiatowej Policji w Prudniku.
Teren wsi, jak i całej gminy Lubrza, położony jest w strefie nadgranicznej w związku z czym Straż Graniczna dysponuje, na tym obszarze, specjalnymi kompetencjami w zakresie bezpieczeństwa. Gminę Lubrza obejmuje zasięgiem służbowym placówka Straży Granicznej w Opolu ze Śląskiego Oddziału SG.

## Ludzie urodzeni w Lubrzy
- Waldemar Otte (1879–1940), ksiądz katolicki, teolog i polityk Partii Centrum
- Jan Kuryszko (* 1947), weterynarz, profesor